# Renault Caravelle
El Renault Caravelle es un automóvil descapotable fabricado por la marca francesa Renault entre 1958 y 1968. Durante los primeros 4 años de producción fue conocido como Renault Floride en todo el mundo excepto en Estados Unidos y Canadá donde se denominaba Caravelle. 

## Historia

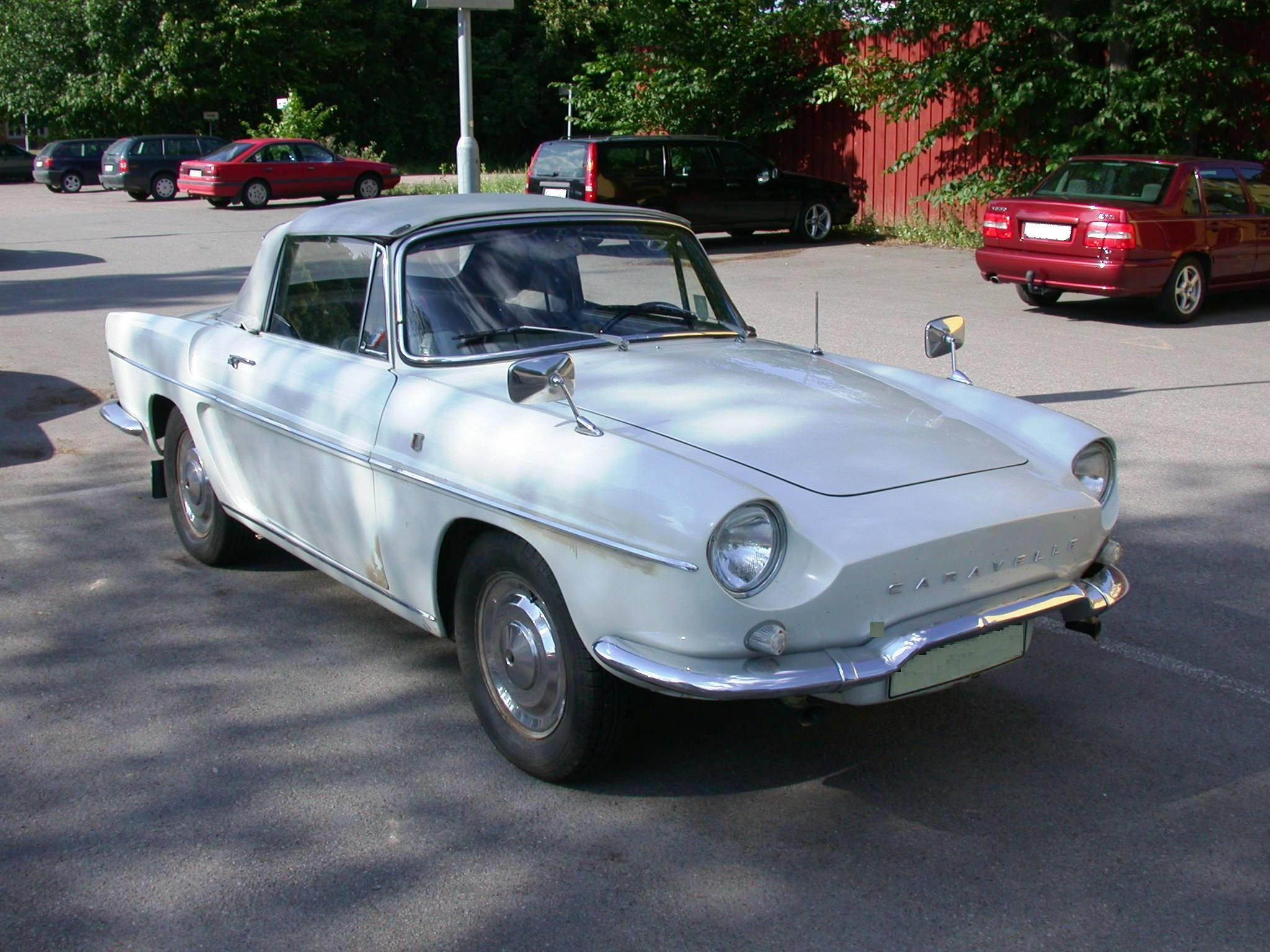
Renault Caravelle.

El Floride fue presentado en 1958 en la Feria del Automóvil de París. Se trataba de un pequeño vehículo convertible de motor trasero diseñado por Pietro Frua de Carrozzeria Ghia SpA. Usaba el chasis y el motor del Renault Dauphine sedán. Al año de su aparición en Europa fue lanzado en Estados Unidos y Canadá como Renault Caravelle.
El motor original derivado del Dauphine, algo escaso de potencia, fue sustituido en 1962 por uno de 956 cc procedente del nuevo Renault 8. Asimismo el nombre Floride es definitivamente reemplazado por el de Caravelle en todos los mercados. En 1964 adopta otro motor de 1108 cc (56cv) usado después en el Renault 8 TS. En julio de 1968 cesó oficialmente la producción del automóvil.

## Especificaciones
Motores:
- 845cc 40cv SAE
- 956cc 48cv DIN
- 1108cc 56cv SAE
- 1108cc 60cv SAE

## Modelos
- Floride / Caravelle (Estados Unidos y Canadá)
- Floride S
- Caravelle 1100
- Caravelle 1100S

## Imágenes
|  |  |  |